# Pieni-Pihlainen
Pieni-Pihlainen är en ö i Finland. Den ligger i sjön Ule träsk och i kommunen Kajana i den ekonomiska regionen  Kajana ekonomiska region  och landskapet Kajanaland, i den centrala delen av landet, 500 km norr om huvudstaden Helsingfors. Öns area är 3,5 hektar och dess största längd är 290 meter i sydöst-nordvästlig riktning.